# Syzygium fratris
Syzygium fratris är en myrtenväxtart som beskrevs av Lyndley Alan Craven. Syzygium fratris ingår i släktet Syzygium och familjen myrtenväxter.
Artens utbredningsområde är Queensland. Inga underarter finns listade i Catalogue of Life.